# Sławomir Krawczyk
Sławomir Krawczyk, né le 28 mai 1963 à Trzebiatów, est un coureur cycliste polonais. Il était membre du club Legia Warszawa.

## Palmarès
- 1983
  - 3e du championnat de Pologne de poursuite par équipes
- 1984
  - Dookoła Mazowsza :
    - Classement général
    - 1re et 3e étapes
- 1985
  - 3e étape du Dookoła Mazowsza
  - 2e de Pologne-Ukraine
- 1986
  -  Champion de Pologne sur route
  - Dookoła Mazowsza :
    - Classement général
    - 1re étape

  - 2e du Tour du Loir-et-Cher
  - 3e du championnat de Pologne de la montagne
- 1988
  - Prologue du Tour de Pologne
  - 3e du Grand Prix des Flandres françaises
  - 3e du championnat de Pologne de la montagne
- 1989
  - 2e du Tour de Pologne
- 1990
  -  Champion de Pologne de la montagne
  - Paris-Ézy
  - Côte picarde
  - 1re étape du Tour d'Émeraude
  - Souvenir Daniel-Fix
  - Puchar Ministra Obrony Narodowej
  - Grand Prix d'Oradour-sur-Vayres
  - Flèche d'or européenne (avec Bertrand Ziegler)
  - Paris-Barentin
  - 2e de Paris-Roubaix amateurs
  - 2e de Paris-Joigny
  - 2e de Paris-Briare
  - 2e du championnat de Pologne sur route
  -  Médaillé d'argent du championnat du monde militaire du contre-la-montre par équipes
  - 3e du Tour d'Émeraude
  - 3e de Paris-Vailly
- 1991
  - Trophée Robert Gauthier
  - Paris-Mantes
  - Souvenir Daniel-Fix
  - Grand Prix d'Oradour-sur-Vayres
  - 2e et 3e étapes du Tour du Tarn-et-Garonne
  - Paris-Longvilliers
  - Tour de Nouvelle-Calédonie
  - 2e de Paris-Fécamp
  - 3e du Grand Prix de Lillers
  - 3e de Paris-Orléans
- 1995
  - 3e de Bourg-Oyonnax-Bourg